# Anton Čadež
Anton Čadež, slovenski rimskokatoliški duhovnik, katehet, publicist in pisec nabožnih besedil, * 9. junij 1870, Trata pri Gorenji vasi, † 12. junij 1961, Ljubljana. 

## Življenje in delo
Rodil se je očetu Antonu st. in materi Heleni (rojena Košir). Izdal je več katehetičnih spisov in knjig vzgojne vsebine. Urejal je razne katoliške liste in v njih obravnaval verska in vzgojna vprašanja.
Pomembnejša dela:
- Dejanje svetega Detinstva (COBISS)
- Voditelj Dejanja sv. Detinstva (COBISS)
- Krščanski nauk za prvence (COBISS)
- Navodilo katehetom o uporabi knjige »Krščanski nauk za prvence« (COBISS)